# Indigo
Índigo je barva svetlobe z valovno dolžino 420–440 nm, in nastopa v svetlobnem spektru med modro in vijolično. Kot številne druge barve – najbolj znana zgleda sta oranžna in vijolična – je tudi barva indigo dobila svoje ime po predmetu iz narave, v tem primeru rastline indigovca (Indigofera tinctoria), ki se je nekoč uporabljala za barvanje tkanin.
Barve indigo ni mogoče reproducirati na računalniškem zaslonu. Lahko pa jo vidite v odsevu fluorescentne svetilke na laserski plošči.
Indigo ni ne aditivna, ne subtraktivna primarna barva. Poimenoval in definiral jo je Isaac Newton, ko je svetlobni spekter po zgledu sedmih tedaj znanih planetov, sedmih dni v tednu, sedmih tonov v oktavi ipd. razdelil na sedem osnovnih barv: rdečo, oranžno, rumeno, zeleno, modro, indigo in vijolično.
Človeško oko je za svetlobo z valovno dolžino barve indigo razmeroma slabo občutljivo, in nekateri ljudje, ki sicer nimajo težav z vidom, barve ne razločijo od modre ali vijolične. Zategadelj so nekateri komentatorji, med njimi tudi Isaac Asimov, zagovarjali stališče, da indigo ni osnovna barva, ampak le odtenek modre ali vijolične.
Barvilo indigo je predvsem v modri barvi ...